# Migliacciaro
Migliacciaro (en corse U Millacciaghju) est un hameau de la commune de Prunelli-di-Fiumorbo en Haute-Corse.

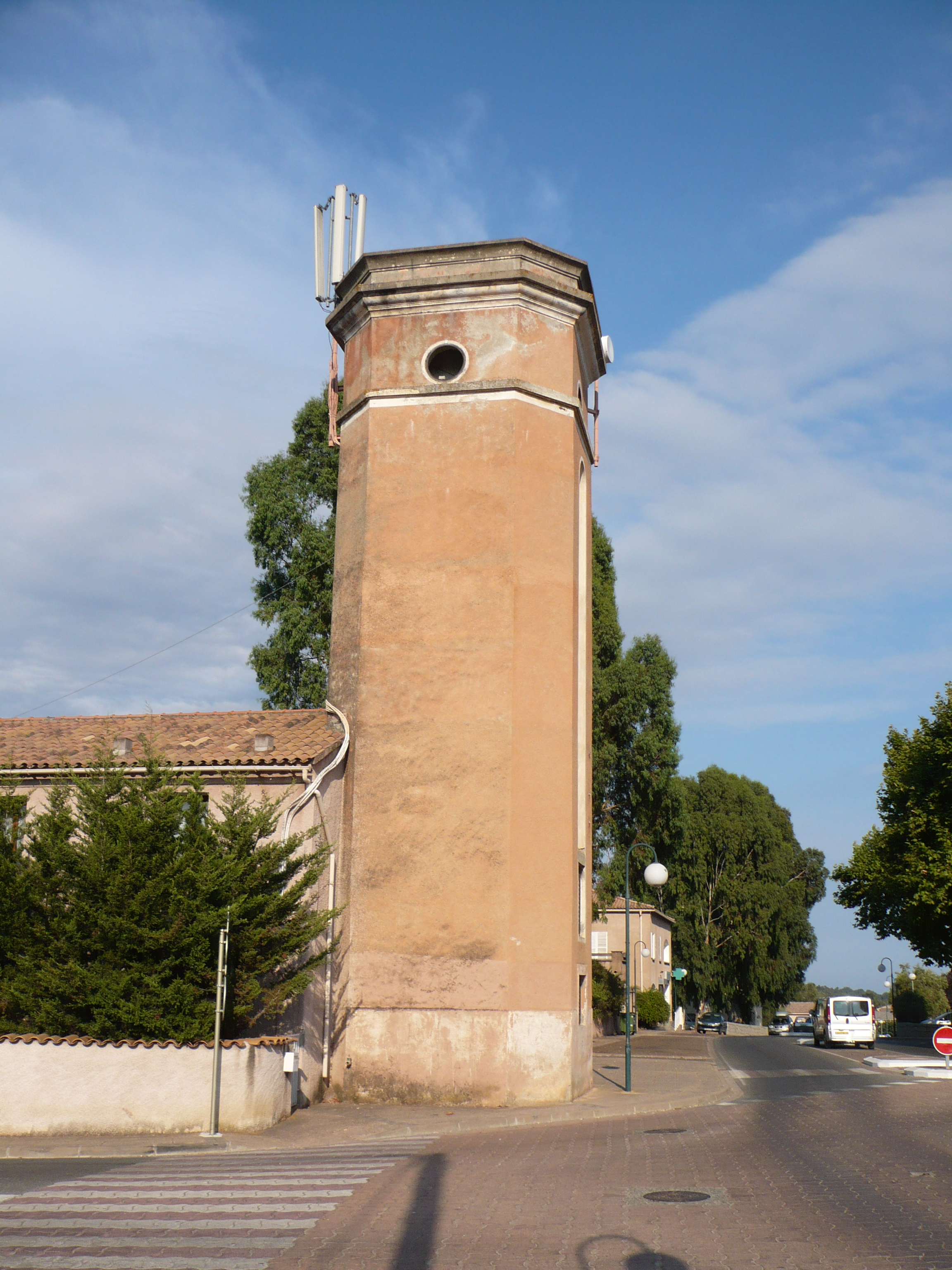
La tour de la FORTEF à Migliacciaro.

Le hameau est situé sur la RT 10 (ex-RN 198), au sud de Ghisonaccia.
Il possède les principales infrastructures de la commune, la cité scolaire du Fium'orbu, la salle de spectacle, la poste, ainsi que les commerces de proximité (supermarché, bureau de tabac), les services (pharmacie), etc. C'est aussi à Migliacciaro que se tient le marché hebdomadaire.
 (juin 2014).
Si vous disposez d'ouvrages ou d'articles de référence ou si vous connaissez des sites web de qualité traitant du thème abordé ici, merci de compléter l'article en donnant les références utiles à sa vérifiabilité et en les liant à la section « Notes et références ».
Migliacciaro a été le siège de la FORTEF (Forêts - Terres et Forces du Fiumorbu), propriété de la Société d'épargne et de retraite et de l'Étoile du foyer. Le Président était Alain Ducreux. Le directeur et administrateur délégué en Corse était son fils Michel Ducreux de Belavalle.
La FORTEF permit d'électrifier les premiers villages de Corse. Elle employait 800 personnes et en faisait vivre près de 4 000 avec les familles. Entre 1932 et 1935, elle assécha des marais insalubres, elle mit en exploitation 4 000 ha de forêts et 2 000 ha de terre de culture ou d'élevage. Elle construisit des logements pour son personnel et leur famille, deux écoles, un centre de soins, une usine de débardage du bois, des téléphériques de descente des grumes, deux centrales électriques, une usine de meubles, un port, une église. Elle développa l'élevage du bétail de consommation (vaches) et de chevaux.
Tout s'arrêta brusquement en août 1935, pour des rivalités politiques, à la suite de décisions ministérielles basées sur de faux rapports d'activité attaquant les sociétés mères Société d'épargne et de retraite et l'Étoile du Foyer. Ce fut un énorme scandale politique, qui entraîna la ruine des dirigeants et des 150 000 épargnants. L'instruction dura jusqu'en 1941 avant que la guerre ne fasse oublier cette honte politique.[non neutre]
L'historien Alain Decaux y passe sa jeunesse, son père administrant le domaine. 
Migliacciaro a aussi été le quartier général du 57th Bomb Wing en avril 1944 jusqu'en avril 1945. Les généraux Robert Knapp et Eaker ont séjourné dans le village.  
Le domaine de la FORTEF continua son existence agricole. Le château de 40 pièces sert de logement de fonction au gérant. Le domaine s'étend de Ghisonacia à la base militaire de Solenzara. En 1956-1957, le domaine emploie 300 ouvriers agricoles. L'entreprise fut acquise par une société-écran de l'Etat français qui en prépare le démembrement. Il s'agissait d'accueillir les premiers colons d'Algérie quittant (bien avant l'indépendance de 1962) leurs terres par crainte d'assassinats (Sétif 1948, puis l'ensemble de l'Algérie à partir de la fin 1954). Ces colons furent particulièrement aidés.   